# Richard Hoche

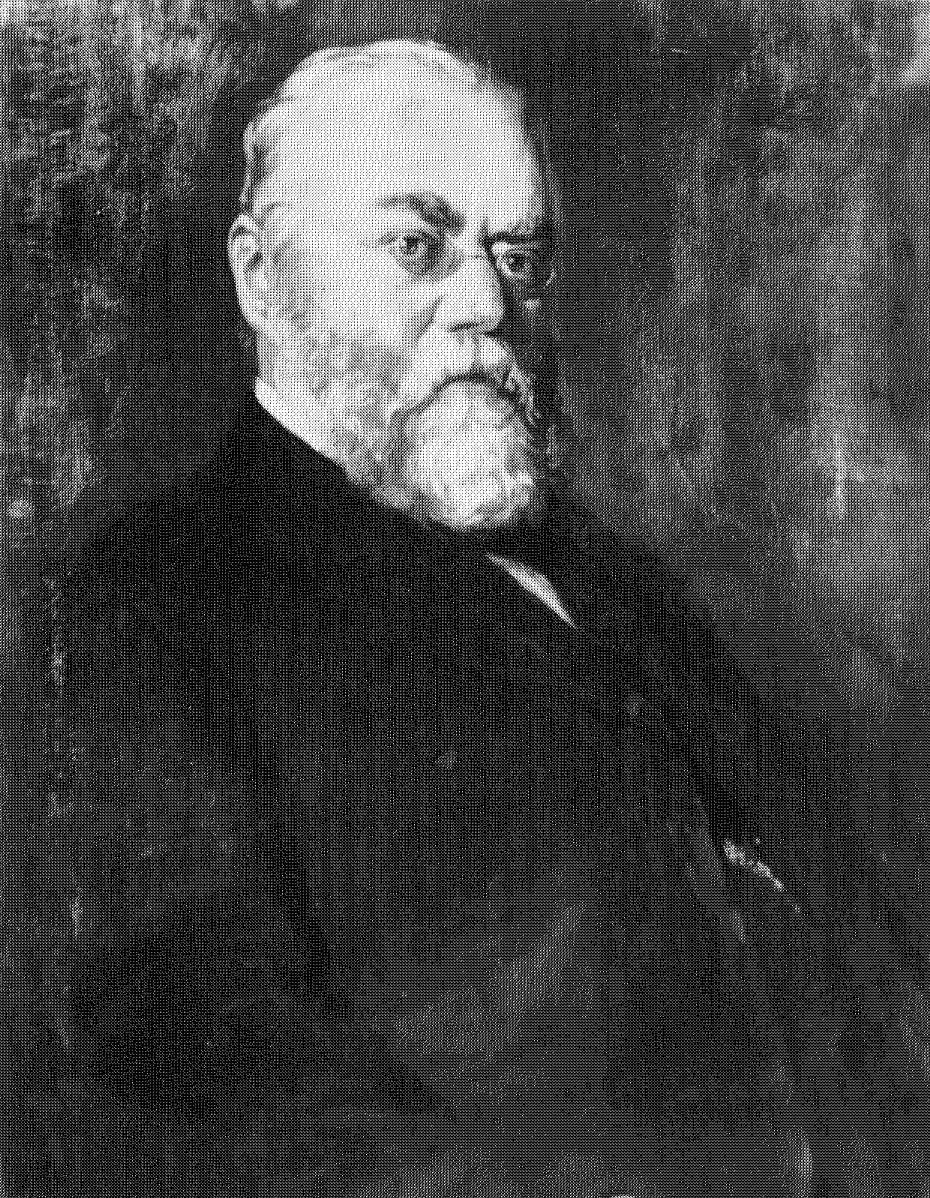
Richard Hoche: Gemälde von Carl Rodeck

Richard Gottfried Hoche (* 28. September 1834 in Aschersleben; † 30. März 1906 in Hamburg) war ein deutscher Klassischer Philologe und Gymnasialdirektor.

## Leben
Richard Hoche war Sohn des Gymnasiallehrers Eduard Gustav Adolf Hoche (1807–1883) und Enkel des Historikers und Theologen Johann Gottfried Hoche sowie mütterlicherseits Neffe des Provinzialschulrats Christian Wilhelm Ludwig Eduard Suffrian (1805–1876). Er studierte nach dem Besuch des Stiftsgymnasiums zu Zeitz von 1852 bis 1855 an der Berliner Universität Klassische Philologie und Geschichte. Nach dem Staatsexamen in Münster unterrichtete er ab dem 15. März 1855 am Gymnasium in Minden. 1856 wurde er in Leipzig promoviert. In den folgenden Jahren arbeitete er an verschiedenen Orten als Gymnasiallehrer: Von Herbst 1856 bis Ostern 1859 an der Ritterakademie in Brandenburg, von Ostern 1859 bis Herbst 1863 am Gymnasium zu Wetzlar. In Wesel, wo er von Herbst 1863 bis Oktober 1870 arbeitete, wurde er zum Oberlehrer und 1867 zum Direktor des Gymnasiums befördert. Von Ostern 1870 bis Ostern 1874 wirkte er als Direktor am Gymnasium in Elberfeld.
Die Oberschulbehörde der Freien und Hansestadt Hamburg wählte Hoche im Dezember 1873 zum neuen Direktor der Gelehrtenschule des Johanneums, in Nachfolge des scheidenden Johannes Classen. Am 16. April 1874 wurde Hoche vom Bürgermeister Gustav Heinrich Kirchenpauer in sein Amt eingeführt und am Tag darauf in die Oberschulbehörde aufgenommen. In den Jahren seines Direktorats gestaltete Hoche das Johanneum nach und nach zu einem Gymnasium nach preußischem Vorbild um, womit er bei Lehrern und Eltern auf Widerstand stieß. Darüber hinaus förderte er Neu- und Umbauten der Schulgebäude und vermehrte und pflegte die von seinem Vorgänger Classen begründete Schulbibliothek. Seine Unterrichtstätigkeit schränkte er zugunsten seiner wissenschaftlichen Aktivitäten ein und hörte Ostern 1887 ganz zu unterrichten auf, als er mit der Aufsicht und Weiterentwicklung des gesamten Höheren Schulwesens in Hamburg betraut wurde. Nach zwölf Jahren intensiver Tätigkeit trat er am 1. Juli 1900 in den Ruhestand.
Neben seiner Unterrichts- und Organisationstätigkeit im Schulwesen trat Hoche auch durch zahlreiche Publikationen hervor. Neben zahlreichen Rezensionen, Vorträgen und Reden veröffentlichte er mehrere Schulprogramme, in denen er sich mit der Geschichte des Johanneums beschäftigte, sowie über 180 Artikel in der Allgemeinen Deutschen Biographie.
1950 wurde im Hamburger Stadtteil Wellingsbüttel der Hochestieg nach Richard Hoche benannt.